# SMILES

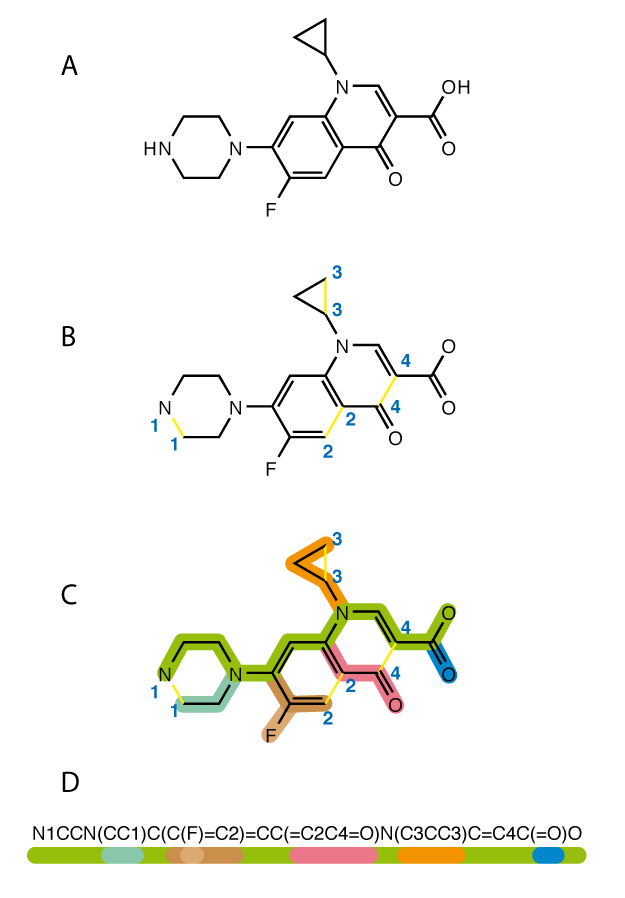
Tvorba zápisu SMILES: Rozpojte cykly, potom zapište jako větve vně hlavního řetězce

SMILES je zkratka pro anglický termín „simplified molecular input line entry specification“, čili česky „zjednodušená molekulární specifikace pro vstupní řádky“. Tato specifikace jednoznačným způsobem popisuje strukturu molekul pomocí řetězců znaků ASCII. Řetězce SMILES lze importovat do většiny editorů molekul a konvertovat je zpět do dvojrozměrných kreseb nebo trojrozměrných modelů molekul.
Původní specifikaci SMILES vyvinuli Arthur Weininger a David Weininger koncem 80. let 20. století. Později byla modifikována a rozšířena, především v Daylight Chemical Information Systems Inc. V roce 2007 vznikl otevřený standard nazvaný „OpenSMILES“; za vznikem stojí chemická open-source komunita Blue Obelisk. Mezi další „lineární“ notace patří například Wiswesser Line Notation (WLN), ROSDAL nebo SLN (Tripos Inc).
V červenci 2006 uvedla IUPAC jako standardní reprezentaci vzorců formát InChI. O SMILES se obecně tvrdí, že má oproti InChI výhodu v o něco lepší lidské čitelnosti. Je také podporován širší základnou softwaru s rozsáhlým teoretickým zázemím (např. teorií grafů).

### Specifikace
- „SMILES – Zjednodušený chemický jazyk“
- Oficiální stránky OpenSMILES
- „SMARTS – rozšíření SMILES“
- Daylight SMILES tutorial
- Parsing SMILES

### Softwarové utility podporující SMILES
- Online SMILES Translator and Structure File Generator – Java online molecule editor
- PubChem server side structure editor – online molecule editor
- smi23d – 3D Coordinate Generation
- Daylight Depict – Translate a SMILES formula into graphics
- – vytváření souborů ve formátu PNG a GIF
- JME molecule editor Archivováno 28. 4. 2001 na Wayback Machine.
- ACD/ChemSketch Archivováno 18. 10. 2006 na Wayback Machine.
- Marvin by ChemAxon – online chemical editor/viewer and SMILlůES generator/converter
- Instant JChem by ChemAxon – desktop application for storing/generating/converting/visualizing/searching SMILES structures, particularly batch processing; personal edition free
- JChem for Excel by ChemAxon – MS Excel add-in for storing/generating/converting/visualizing/searching SMILES structures
- Smormo-Ed – a molecule editor for Linux which can read and write SMILES
- InChI.info – an unofficial InChI website featuring on-line converter from InChI and SMILES to molecular drawings
- Balloon Archivováno 29. 9. 2008 na Wayback Machine. – A free program for 3D coordinate generation and conformational analysis.
- Dingo – an IUPAC-compliant cross-platform open-source library for molecule and reaction 2D structural formula rendering.
- Open Babel – an open-source chemical toolbox allowing anyone to search, convert, analyze, or store biochemical data.
- Bioclipse – a free and open source workbench for the life sciences